# Kanghwado
Kanghwado (korejsky 강화도, doslova ostrov Kanghwa) je ostrov ve Žlutém moři u západního pobřeží Jižní Korey. Ze správního hlediska je součástí Inčchonu, třetího největšího města státu a významného přístavu. Na ostrově žije přibližně 65 tisíc lidí na ploše přibližně 302 kilometrů čtverečních.
Ostrov leží v ústí řeky Hangang u hranice mezi Jižní a Severní Koreou – na severovýchodě je průlivem oddělen od severokorejské provincie Severní Hwanghe, na východě jej od jihokorejské provincie Kjonggi odděluje jen 400-1200 metrů široký kanál s dvěma mosty.
Na ostrově jsou dolmeny, které jsou v rámci souboru Dolmeny v Kočchangu, Haosunu a Kanghwa zapsány na seznam Světového dědictví UNESCO.